# Sophienau
Sophienau ist eine Siedlung von Eisfeld im Landkreis Hildburghausen in Thüringen.
Sophienau liegt nordöstlich von Sachsenbrunn in einem schmalen Gebirgstal am Südrand des Thüringer Schiefergebirges.

## Geschichte
Das Dorf wurde 1724 erstmals urkundlich erwähnt. Anlass war die Gründung eines Blaufarbenwerkes. Das Werk verdankte seinen Namen der Herzogin Sophia Albertine von Sachsen-Hildburghausen. Im 19. Jahrhundert wurde die Siedlung nach Schwarzenbrunn eingemeindet.